# Doga
Doga är en ort i Burkina Faso.   Den ligger i provinsen Province du Sanmatenga och regionen Centre-Nord, i den centrala delen av landet, 130 km nordost om huvudstaden Ouagadougou. Doga ligger 289 meter över havet och antalet invånare är 813.
Terrängen runt Doga är mycket platt. Närmaste större samhälle är Pissila, 11,8 km väster om Doga.
Trakten runt Doga består i huvudsak av gräsmarker. Runt Doga är det ganska glesbefolkat, med 47 invånare per kvadratkilometer.